# Китереза, Анисети
Анисети Китереза (Aniceti Kitereza; 1896—1981) — танзанийский католический священнослужитель и писатель. В 1945 году написал первый роман на своём родном языке кикереве, который затем перевёл на суахили. Последний вариант был опубликован лишь в 1981 году под названием Myombekere na Bugonoka na Ntulanalwo na Bulihwali («Господин Мьомбекере и его жена Бугонока, их сын Нтуланалво и дочь Булихвали»).

## Биография
Китереза был внуком короля Мачунды из рода Силанга. Он родился на острове Укереве на озере Виктория (современный регион Мванза в Танзании) в семье матери по имени Мучума и её мужа Малиндимы. В 1901 году, когда Китереза был пятилетним мальчиком, его отец умер от оспы. Затем Китереза и его мать переехали жить при дворе Омукамы или короля Мукаки, который вырастил Китерезу как одного из своих собственных детей. Будучи преисполнен решимости узнать секреты силы и знаний белого человека, Мукака отправил своих сыновей и сыновей своих близких родственников учиться у белых миссионеров в римско-католическую миссионерскую школу в соседней деревне Кагунгули. Напротив, другие короли и традиционные правители в других частях колонии отправляли сыновей своих рабов и слуг в школу вместо собственных сыновей, чтобы «уберечь» тех от западной религии и культуры. Китереза начал учиться в миссии Кагунгули в 1905 году. Там он был крещен и получил христианское имя Анисети.
Два года спустя, в 1907 году, король Мукака умер, и ему наследовал его сын Рухумбика, который побудил Китерезу покинуть Кагунгули в 1909 году, чтобы продолжить обучение в римско-католической семинарии Рубья в сегодняшнем регионе Кагера недалеко от границы с Угандой. Китереза проучился в семинарии Рубья десять лет, перейдя в старшую семинарию и освоив латынь. Он также выучил греческий язык, необходимый для классического образования семинарии, а также немецкий язык колониальных хозяев. Китереза также выучил суахили — африканский язык, используемый в качестве лингва-франка арабскими купцами, работорговцами и прибрежными посредниками. После поражения Германии в Первой мировой войне Китереза также выучил английский. Помимо этих языков, он изучал теологию и философию в рамках своего обучения римско-католическому священству.

## Роман
Роман Китерезы представляет собой расширенный рассказ о традиционной жизни и описывает историю Кереве на протяжении трёх поколений. Впервые он был опубликован в двух томах в 1980—1981 годах на суахили издательством Танзании, но первоначально был завершен ещё в 1945 году на родном языке Китерезы, кереве. Поскольку ни одно издательство не хотело публиковать роман на исчезающем языке кереве, Китереза сам перевел роман на суахили незадолго до своей смерти, и на поиски издателя ушло еще 35 лет. С тех пор он был переведен на немецкий, шведский, французский и английский языки. Этот роман — единственный, написанный на языке кереве. В литературе Танзании считается наиболее полным произведением о доколониальной жизни и обычаях, опубликованным на африканском языке.
С языка кикереве на английский его перевёл Габриэль Рухумбика — танзанийский писатель, профессор литературы и племянник Китерезы. Таким образом, он мог ознакомиться с рукописями и дневниками автора. В книге также представлены подробное введение и пояснительные примечания к тексту.